# Emanuel Messias de Oliveira
Dom Emanuel Messias de Oliveira (Salinas, 22 de abril de 1948) é um bispo católico brasileiro. É bispo emérito da Diocese de Caratinga.

## Formação
É filho de Deoclides Oliveira e Maria Angélica Teixeira. Fez o curso fundamental e o médio, em Governador Valadares. O curso de Filosofia, em Mariana, no Seminário São José (1967-1968). E o curso de Teologia, em Roma, na Pontifícia Universidade Gregoriana (1969-1972), especializando-se em Sagrada Escritura, no Pontifício Instituto Bíblico de Roma (1972-1975).

## Presbiterato
Recebeu o Presbiterato, aos 4 de fevereiro de 1976, em Governador Valadares. Exerceu o ministério sacerdotal em Governador Valadares, como Vigário Paroquial (6 anos) e Pároco (17 anos), na Paróquia Nossa Senhora Aparecida, na Ilha dos Araújos; professor de Sagrada Escritura, no Seminário Diocesano de Nossa Senhora do Rosário, em Caratinga, durante 24 anos; Coordenador Diocesano de Pastoral; e Diretor Espiritual, em Minas Gerais, do Movimento "Fé e Luz", serviço que continuou exercendo depois de bispo.

## Episcopado
Foi sagrado bispo para a Diocese de Guanhães, também em Governador Valadares, por Dom José Heleno, dia 19 de abril de 1998; e tomou posse daquela diocese dia 17 de maio daquele mesmo ano. Seu lema episcopal: A serviço da Misericórdia. Como bispo de Guanhães, foi também responsável da dimensão Bíblico-Catequética do Regional Leste II; e Administrador Apostólico da Diocese de Governador Valadares.
Aos 16 de fevereiro de 2011 foi nomeado pelo Papa Bento XVI para bispo da Diocese de Caratinga e tomou posse da mesma no dia 20 de maio de 2011.
Em 13 de dezembro de 2023 teve a sua renuncia aceita por idade canônica, sendo publicada a nomeação de Dom Juarez Delorto Secco como seu sucessor em Caratinga.

## Ordenações Episcopais
Dom Emanuel foi o celebrante das ordenações episcopais de:
1. Marcello Romano, nomeado bispo de Araçuaí, aos 8 de setembro de 2012, em Conceição do Mato Dentro.
2. Jacy Diniz Rocha, nomeado bispo de São Luís de Cáceres, aos 8 de julho de 2017, em Guanhães.

Foi coadjuvante da ordenação episcopal de:
1. Francisco de Oliveira Vidal, nomeado bispo de Alagoinhas, aos 19 de novembro de 2022, em Governador Valadares. O celebrante principal foi Dom Antônio Carlos Félix.